# Brech

Brech este o comună în departamentul Morbihan, Franța. În 1 ianuarie 2022 avea o populație de 7.057 de locuitori.